# Максимальная взлётная масса
Максима́льная взлётная ма́сса (максимальный взлётный вес, англ. MTOW — max takeoff weight) — максимальная масса воздушного судна, при которой оно может взлететь с соблюдением всех правил безопасности полётов.

## Описание
Правила безопасности полётов предусматривают соблюдение множества различных условий. Например, должен быть обеспечен разгон самолёта до взлётной скорости при его разбеге по ВПП заданной длины. Самолёт с массой, превышающей максимально допустимую, может не успеть набрать необходимой скорости, а при отказе от взлёта остатка ВПП может не хватить для торможения самолёта.
Должен быть обеспечен необходимый запас подъёмной силы, которая в приземном слое воздуха значительно выше из-за экранного эффекта и падает с отходом от земли. То же самое справедливо и для вертолётов.
Для самолёта также должна быть обеспечена нужная скорость набора высоты, чтобы не задеть деревья или здания вокруг аэродрома (некоторые аэродромы расположены в городах и окружены высокими зданиями).
Превышение максимальной взлётной массы называется перегрузом (не путать с перегрузкой), и является грубым нарушением правил безопасности полётов. Перегруз явился причиной многих авиационных происшествий.
Максимальная взлётная масса воздушного судна совершенно не обязательно соответствует его полной снаряжённой массе, полной заправке топливом и полной загрузке полезным грузом. Как правило, всегда производится расчёт заправки и загрузки для каждого конкретного вылета и практически всегда приходится жертвовать или заправкой (что ограничивает дальность полёта) либо ограничивать массу полезного груза в пользу заправки топливом. Также на взлётную массу влияют другие факторы, например, температура наружного воздуха — чем жарче на аэродроме вылета, тем менее плотен воздух (при том же атмосферном давлении), меньше подъёмная сила и выше температура газов двигателей, что также накладывает ограничения на максимальную взлётную массу.